# Spinnaker

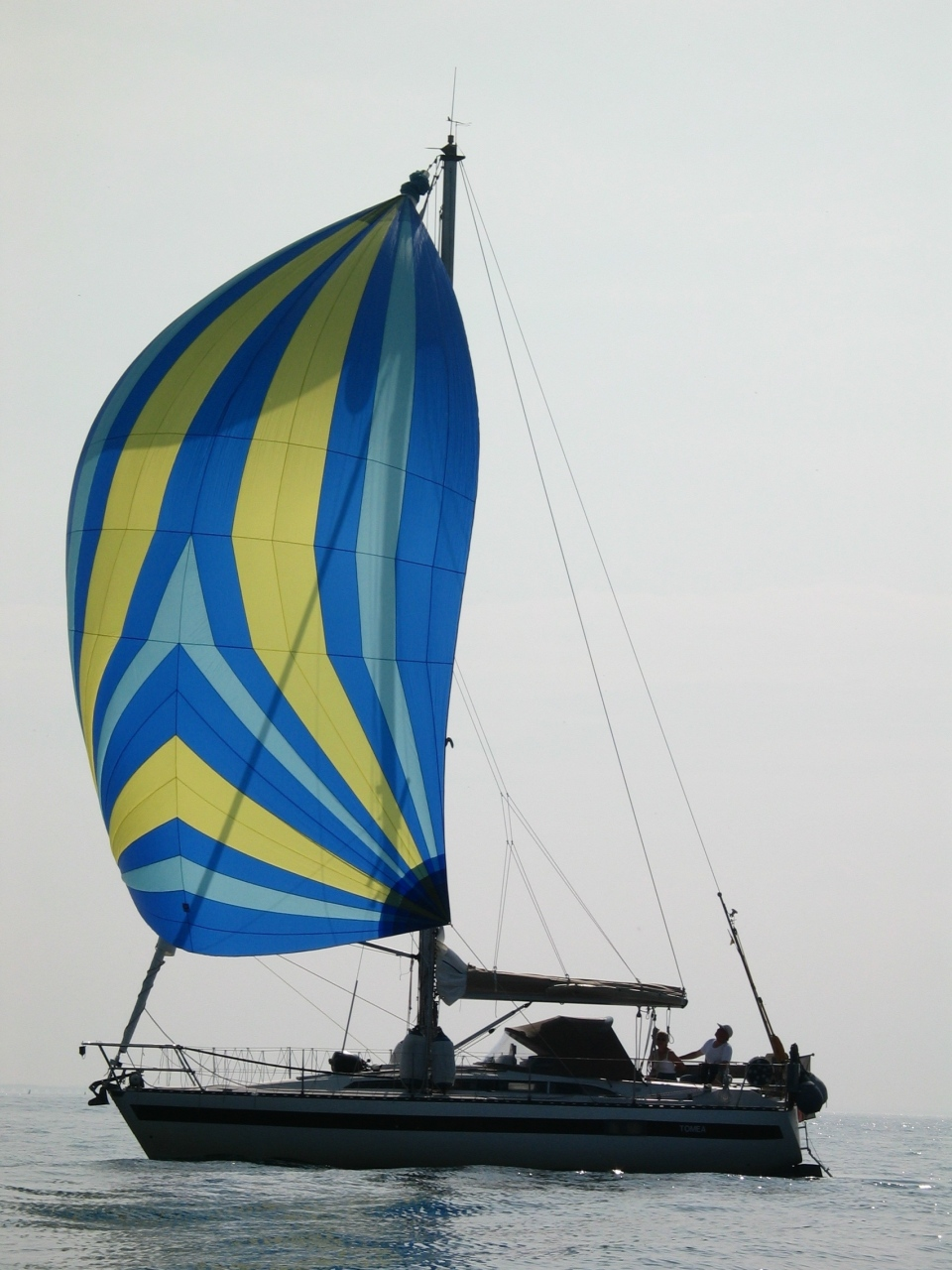
Segelyacht; oben am Spinnaker der zusammengestauchte Bergeschlauch

Der Spinnaker [ˈʃpɪnakɐ] oder kurz Spi ist ein besonders großes, bauchig geschnittenes Vorsegel aus leichtem Tuch, das vor dem Wind und auf Raumschotskurs zur Vergrößerung der Segelfläche eingesetzt wird. 

## Herkunft der Bezeichnung
Nach Erhard Jung stammt der Name von der englischen Yacht „SPHINX“, die 1866 erstmals ein derartiges Segel einsetzte. Der Name sei anschließend verballhornt und sprachlich modifiziert worden. Wolfram Claviez hingegen erklärt die Etymologie aus dem englischen Wortpaar „spin-maker“ im Sinne von „dahinsausen, schnelle Fahrt, schneller Ritt“.

## Einsatz und Bedienung
Das Besondere am Spinnaker ist, dass er im Gegensatz zu Schratsegeln mit völlig freien Lieken an zwei Schoten gefahren wird. Dabei wird die Leeschot als Spischot, die Luvschot als Achterholer bezeichnet (siehe auch: Luv und Lee).
Der Hals des Spinnakers, seine Luvseite, wird mithilfe eines Spinnakerbaumes ausgebaumt und am Mast abgestützt. Mit dem Achterholer kann der Winkel des Spinnakerbaumes zum Mast verändert werden. Der Spibaum sollte immer im rechten Winkel zum scheinbaren Wind stehen. Durch das Vorstag ergibt sich aber eine Begrenzung des Winkels. Ab einem Winkel von 70 Grad zum Wind erzeugt eine Genua mehr Vortrieb.

## Schnitt

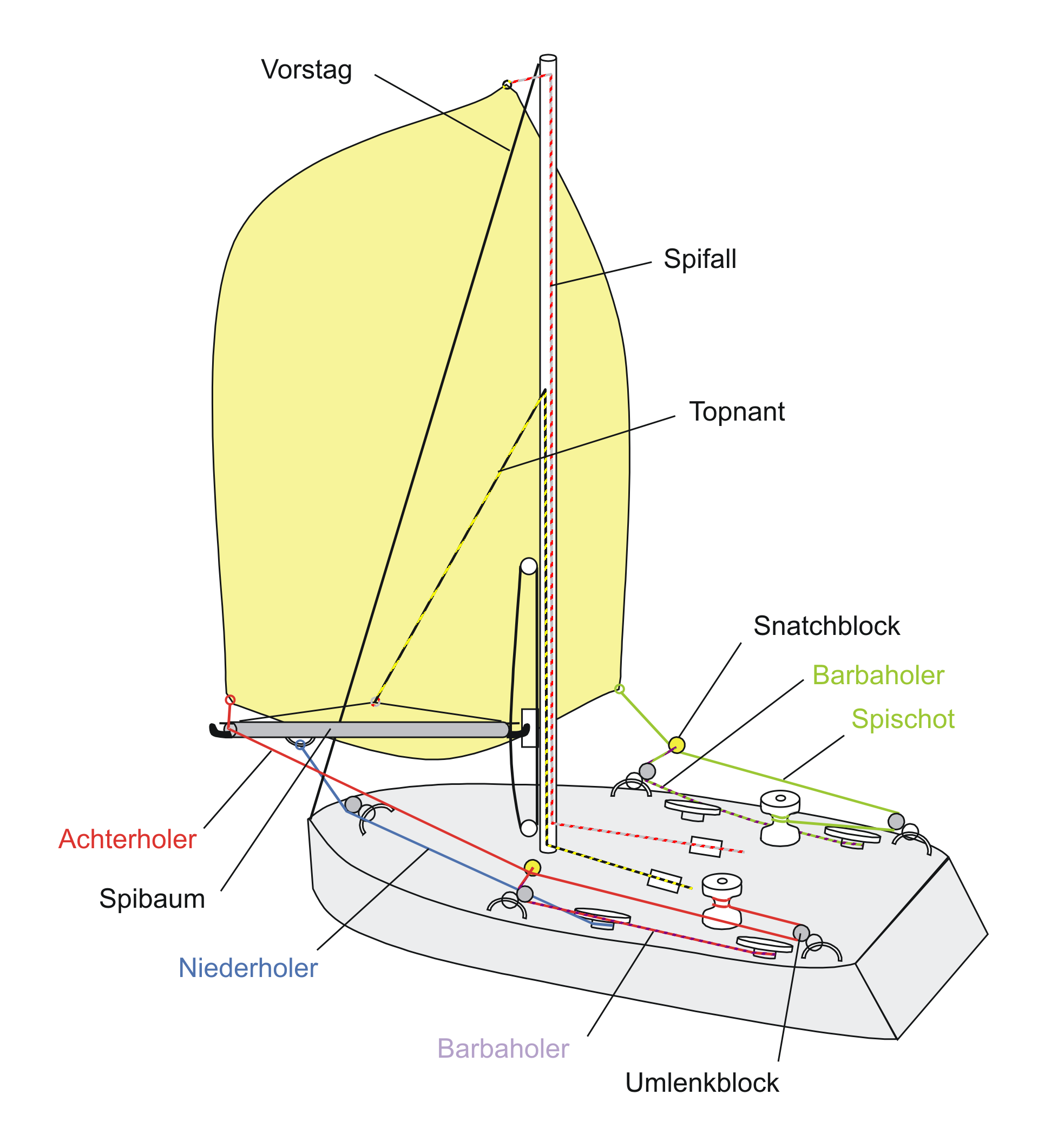
Spinnaker und zugehörige Schoten- und Leinenführung

Das Segel wird in auffällig ballonartiger Form dreidimensional geschnitten. Die Ausformung kann auf verschiedene Arten erreicht werden. Früher war allen Schnitten der symmetrische Aufbau des Segels gemeinsam. Inzwischen liefern bekannte Hersteller von Segeln auch asymmetrische Segel für bestimmte Anwendungsfälle aus. Häufig sind Spinnaker mit aufwendig gestalteten Motiven zu sehen.
Der Schnitt und die Vernähung der Stoffbahnen bestimmen den Aufwand für die Herstellung, aber auch die Festigkeit des entsprechenden Spinnakers. Typische Formen sind der Head-Radial Schnitt (einfach), der Tri-Radial Schnitt (besser) und der Tri-Star Schnitt (am aufwendigsten).

## Setzen des Spinnakers
Am leichtesten wird der Spinnaker in Lee des Vorsegels gesetzt. Dabei wird auf Kursen mit raumem Wind der Spinnaker auf der Außenseite des Bugkorbs befestigt und zügig gesetzt (hochgezogen), wobei das Vorsegel währenddessen noch stehen bleibt und der Spinnaker dadurch noch keinen Wind bekommt. Erst danach wird das Vorsegel geborgen und der sich jetzt füllende Spinnaker getrimmt.
Eine Variante für starken Wind ist, den Spinnaker mit Gummibändern im Abstand von etwa einem Meter zu einer Rolle zusammenzufassen und ihn so zu setzen. Danach werden die Gummibänder mit einem Ruck an Achterholer und Spinnakerschot zum Reißen gebracht.
Manche Segelboote sind mit einer Spinnakertrompete ausgerüstet. Diese Vorrichtung im Bug ermöglicht ein leichteres Setzen, Bergen und Verstauen des Spinnakers.

## Halsen mit Spinnaker
Zum Halsen mit dem Spinnaker muss lediglich der Spibaum geschiftet, das heißt auf der anderen Seite des Spinnakers angeschlagen werden. Bei kleinen Booten wird er dazu einfach vom Achterholer aus- und in die Spischot eingeklinkt.
Bei größeren Yachten ist dies aufgrund der Zugkräfte der Spischot nicht möglich. Hier muss mit doppeltem Geschirr gefahren werden. Auf jeder Seite ist sowohl eine Spischot als auch ein Achterholer am Spinnaker angeschlagen. Die jeweils nicht benötigte Leine bleibt lose. Dadurch kann der benötigte neue Achterholer problemlos am Spibaum eingeklinkt werden, während die Spischot noch in Gebrauch ist.
Das Schiften des Spibaumes muss exakt vor dem Wind erfolgen, da der Spinnaker nur bei diesem Kurs ohne Spibaum gefahren werden kann, ohne zusammenzufallen.

## Gefahren mit dem Spinnaker
Als sehr großes und (vor allem im Top) breites Segel entfaltet es seine Qualitäten vor dem Wind. Fällt der Wind mehr von seitlich ein, entwickelt sich im Strömungsprofil eine starke Querkraft, die für Krängung und Widerstand sorgt.
Einfallende Böen oder Wellen können bei großen Spinnakern die Querkräfte so weit erhöhen, dass die Ruderkräfte nicht ausreichen, um das Boot auf Kurs zu halten. Jollen können dadurch kentern, Segelyachten querschlagen. Der Steuermann verliert dabei die Kontrolle über die Yacht, die Yacht schießt in den Wind und legt sich auf die Seite (Sonnenschuss). Um den völligen Kontrollverlust zu verhindern, muss die Crew bei Anzeichen dieser Gefahr sofort die Spinnakerschoten loswerfen, um den Druck zu reduzieren. Deshalb werden keine Achtknoten in diese Schoten gesteckt.
Weitere Lösungsansätze existieren in Form des Parasail, der eine Öffnung mit Flügel im oberen Bereich des Spinnakers hat und so in Böen Druck aus dem Segel ableitet.

## Bilder

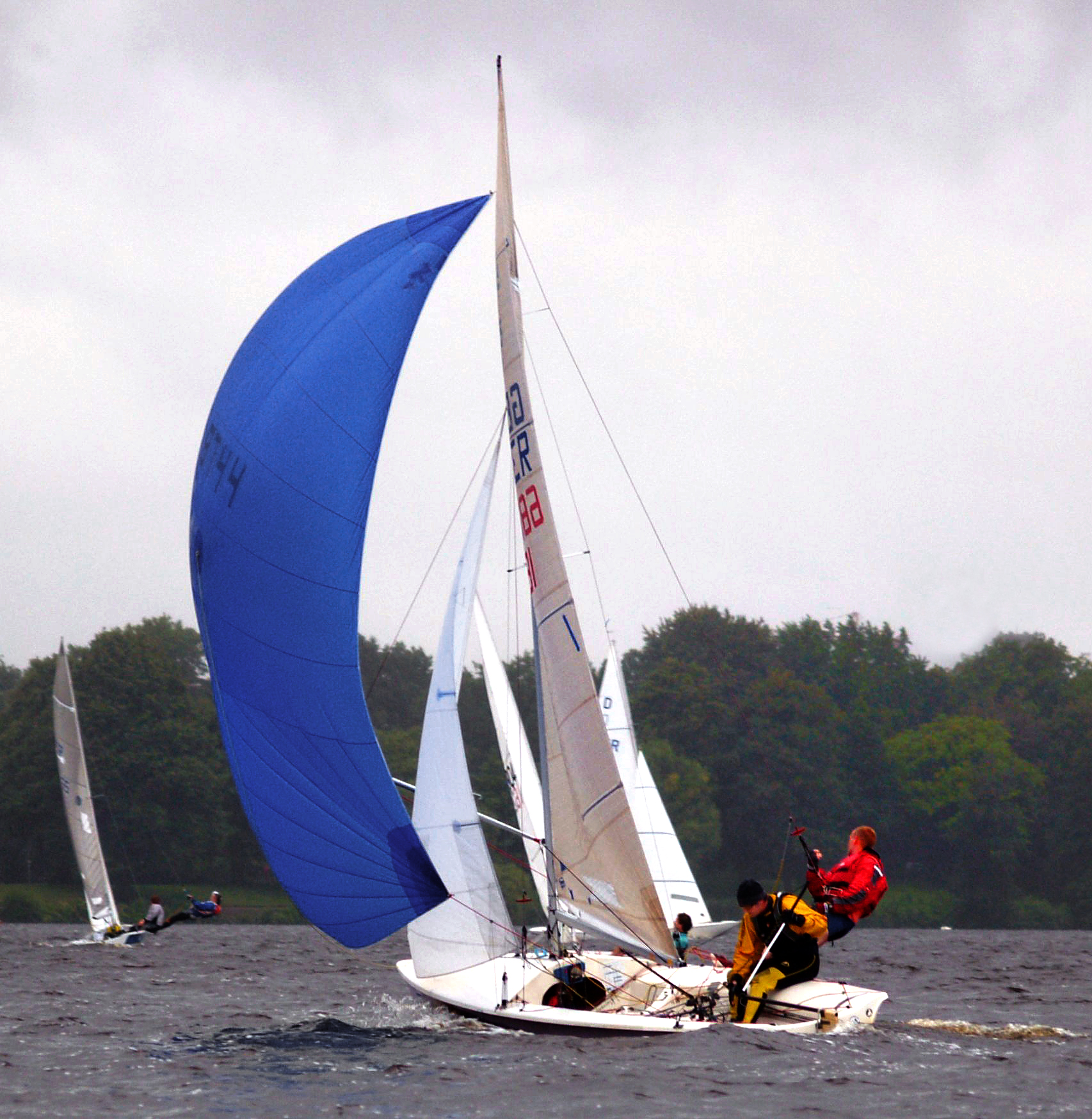
Jolle unter Spinnaker, mit Vorschoter im Trapez
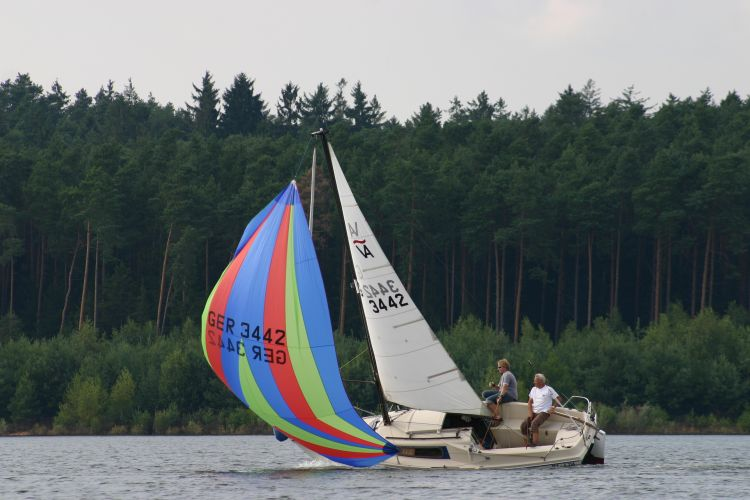
Durch eine Bö krängt dieses Boot unter Spinnaker weit über
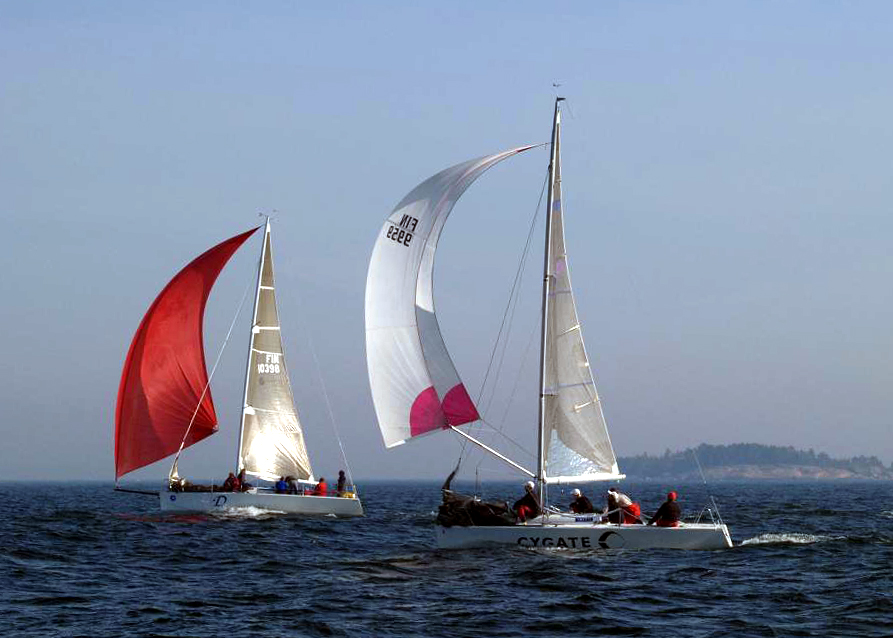
Links Gennaker, rechts Spinnaker
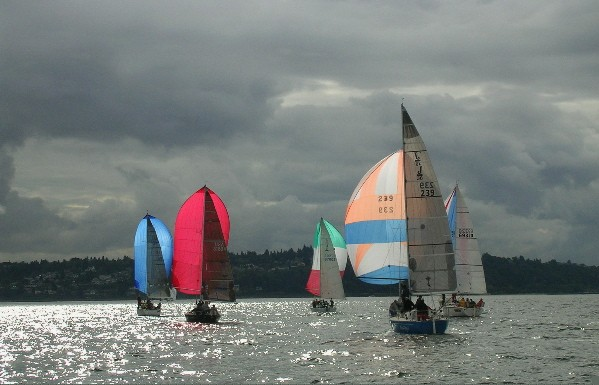
Yachten im Puget Sound, USA